# Runianka
Runianka (Pachysandra Michx.) – rodzaj roślin z rodziny bukszpanowatych. Obejmuje trzy gatunki występujące naturalnie we wschodniej Azji i wschodniej części Ameryki Północnej. Gatunkiem typowym jest Pachysandra procumbens Michx.

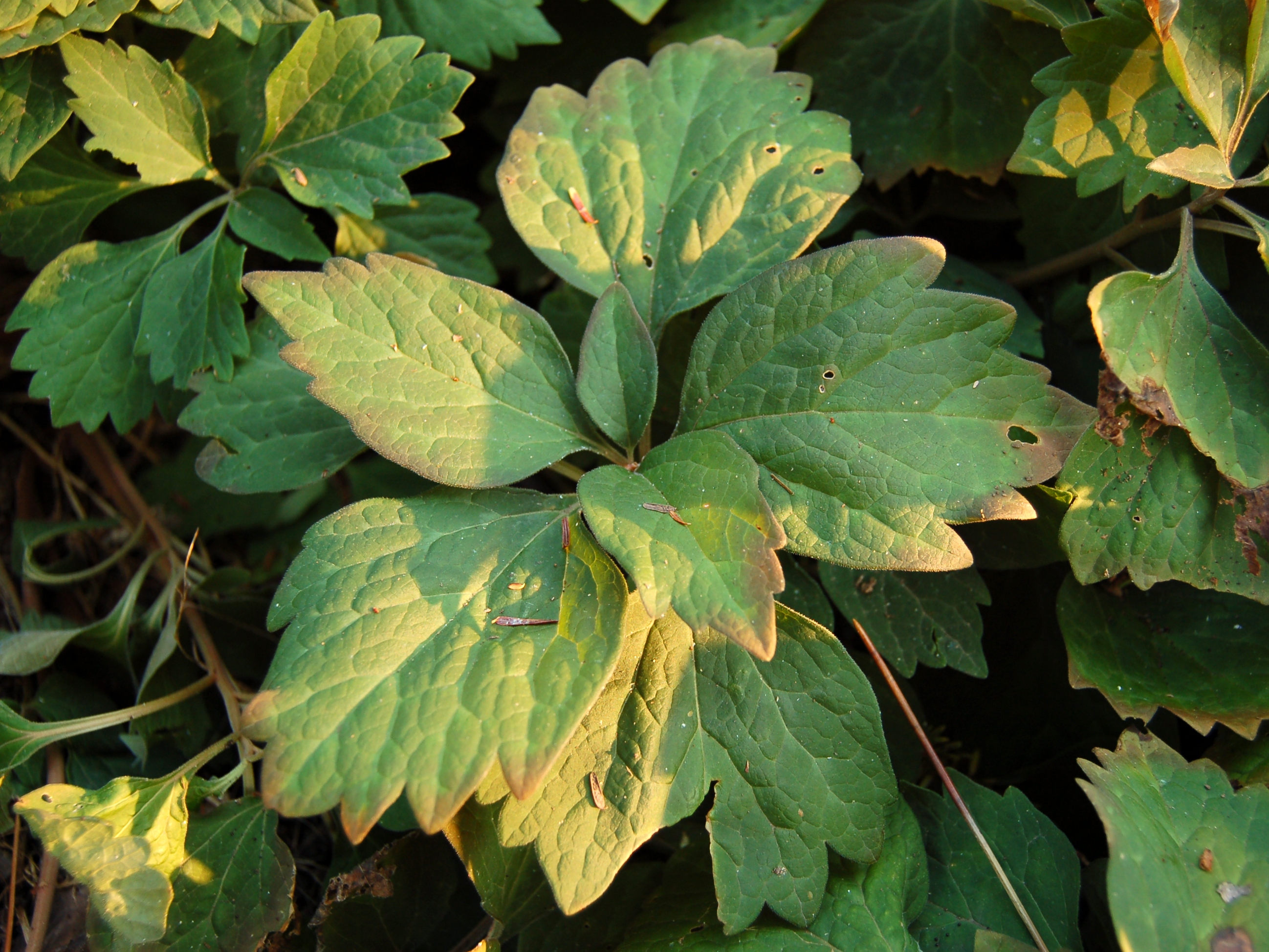
Pachysandra procumbens

## Morfologia
PokrójPółkrzewy pełzające i byliny.
LiścieSkrętoległe, ogonkowe, o blaszce na szczycie ząbkowanej, rzadziej całobrzegiej.
KwiatyDrobne, białe lub różowe w kwiatostanach szczytowych lub wyrastających w kątach liści. Kwiaty żeńskie znajdują się tylko w dolnej części kwiatostanu, powyżej rozwijają się kwiaty męskie. Męskie kwiaty mają okwiat podwójny w każdym okółku z parą listków, pręcików 4 i pojedynczy, płonny słupek. W kwiatach żeńskich okwiat składa się z 4–6 listków, słupek ma 2–3 komory i tyle samo szyjek zakończonych długim, zbiegającym znamieniem.
OwocePestkowiec.

## Systematyka
Pozycja systematyczna
Rodzaj Pachysandra należy do rodziny bukszpanowatych (Buxaceae), a w jej obrębie do plemienia Sarcococceae.
Pozycja i podział rodzaju w systemie Reveala (1993–1999)
Gromada okrytonasienne (Magnoliophyta Cronquist), podgromada Magnoliophytina Frohne & U. Jensen ex Reveal, klasa Rosopsida Batsch, podklasa oczarowe (Hamamelididae Takht.), nadrząd Daphniphyllanae Takht. ex Reveal, rząd bukszpanowce (Buxales Takht. ex Reveal), podrząd Buxineae Engl., rodzina bukszpanowate (Buxaceae Dumort.).
Wykaz gatunków
- Pachysandra axillaris Franch. – występuje w Chinach
- Pachysandra procumbens Michx. – występuje w południowowschodnich Stanach Zjednoczonych
- Pachysandra terminalis Siebold & Zucc. – runianka japońska, występuje w Chinach, Japonii i na Sachalinie

## Zastosowanie
Są uprawiane jako rośliny ozdobne, szczególnie jako rośliny okrywowe pod drzewami, dobrze bowiem znoszą zacienienie. W Polsce uprawiana jest głównie runianka japońska.